# Paracapillaria gibsoni
Paracapillaria gibsoni is een rondwormensoort uit de familie van de Trichuridae. De wetenschappelijke naam van de soort is voor het eerst geldig gepubliceerd in 1987 door Moravec.